# Open 88 Contrexéville 2012
L'Open 88 Contrexéville 2012 è stato un torneo professionistico di tennis femminile giocato sulla terra rossa. È stata la 6ª edizione del torneo, che fa parte dell'ITF Women's Circuit nell'ambito dell'ITF Women's Circuit 2012. Si è giocato a Contrexéville in Francia dal 16 al 22 luglio 2012.

## Partecipanti

### Teste di serie
| Nazionalità | Giocatrice          | Ranking* | Testa di serie |
| ----------- | ------------------- | -------- | -------------- |
| Austria     | Yvonne Meusburger   | 131      | 1              |
| Francia     | Aravane Rezaï       | 138      | 2              |
| Polonia     | Sandra Zaniewska    | 151      | 3              |
| Francia     | Kristina Mladenovic | 154      | 4              |
| Bulgaria    | Dia Evtimova        | 158      | 5              |
| Ucraina     | Julija Bejhel'zymer | 166      | 6              |
| Belgio      | Kirsten Flipkens    | 172      | 7              |
| Croazia     | Tereza Mrdeža       | 194      | 8              |

- Ranking al 9 luglio 2012.

### Altre partecipanti
Giocatrici che hanno ricevuto una wild card:
- Céline Cattaneo
- Elixane Lechemia
- Anaève Pain

Giocatrici che sono passate dalle qualificazioni:
- Virginie Ayassamy
- Ema Mikulčić
- Dar'ja Sal'nikova
- Charlène Seateun

## Campionesse

### Singolare
- Aravane Rezaï ha battuto in finale  Yvonne Meusburger con il punteggio di 6–3, 2–6, 6–3

### Doppio
- Julija Bejhel'zymer /  Renata Voráčová hanno battuto in finale  Tereza Mrdeža /  Silvia Njirić con il punteggio di 6–1, 6–1